# Sharon Springs (Kansas)
Sharon Springs es una ciudad ubicada en el  condado de Wallace en el estado estadounidense de Kansas. En el año 2010 tenía una población de 748 habitantes y una densidad poblacional de 311,67 personas por km².

## Geografía
Sharon Springs se encuentra ubicada en las coordenadas 38°53′44″N 101°45′3″O / 38.89556, -101.75083 (38.895513, -101.750881).

## Demografía
Según la Oficina del Censo en 2000 los ingresos medios por hogar en la localidad eran de $33,333 y los ingresos medios por familia eran $43,684. Los hombres tenían unos ingresos medios de $27,500 frente a los $14,600 para las mujeres. La renta per cápita para la localidad era de $17,656. Alrededor del 7.3% de la población estaban por debajo del umbral de pobreza.